# Niall Kenny
Niall Kenny (ur. 14 marca 1989 r. w Galway) – irlandzki wioślarz.

## Osiągnięcia
- Mistrzostwa Świata U-23 – Račice 2009 – dwójka podwójna wagi lekkiej – 13. miejsce[1].
- Mistrzostwa Świata U-23 – Brześć 2010 – czwórka podwójna wagi lekkiej – 2. miejsce[1].
- Mistrzostwa Europy – Montemor-o-Velho 2010 – dwójka podwójna wagi lekkiej – 10. miejsce[1].